# Place Henri-IV (La Flèche)
Pour les articles homonymes, voir Place Henri-IV.
La place Henri-IV est une place française située dans le centre-ville de La Flèche, dans le département de la Sarthe.

## Histoire

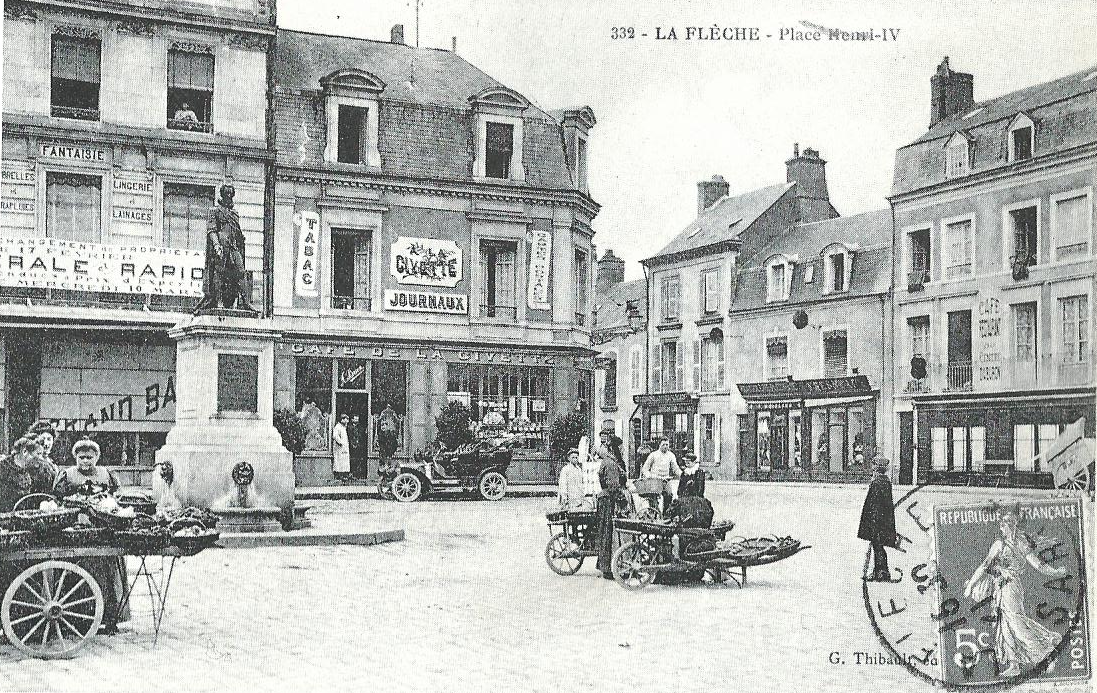
La place Henri IV au début du XXe siècle.

Jusqu'en 1480, le pourtour de l'église Saint-Thomas constitue le cimetière paroissial. C'est à cette époque qu'est aménagée la « place du Pilori », recouverte d'herbe et de sable, sur laquelle se tient le marché de la ville. Le 4 juin 1610, le cœur du roi Henri IV est accueilli sur la place, avant d'être déposé dans le Collège dont il était le fondateur.
En septembre 1793, le représentant en mission Didier Thirion ordonne de saisir les urnes qui renferment les cœurs d'Henri IV et de sa femme Marie de Médicis dans l'Église Saint-Louis du collège, et de les faire brûler sur la place du Pilori. Un chirurgien fléchois, le docteur Charles Boucher, recueille une partie des cendres que ses descendants restituent au Prytanée national militaire, qui a succédé au collège, en 1814.
En 1853, année du tricentenaire de la naissance d'Henri IV, le conseil municipal de La Flèche, conduit par François-Théodore Latouche, réclame à l'État la concession du bronze nécessaire à l'érection d'une statue, en dédommagement des pièces de canon qui appartenaient à la ville et dont l'État s'était emparé. En 1855, le ministre de la Guerre, le maréchal Vaillant, met à la disposition de la ville deux pièces de l'arsenal de Rennes pour fondre la statue. Elle est confiée au sculpteur Jean-Marie Bonnassieux. La statue est dressée au milieu de la place le 2 mai 1857, date à laquelle la place du Pilori est alors baptisée « place Henri IV ».